# ألكسندرا وود
ألكسندرا وود (بالإنجليزية: Alexandra Wood)‏ هي عازفة كمان بريطانية، ولدت في 1977.

## وصلات خارجية
- ألكسندرا وود على موقع ميوزك برينز (الإنجليزية)
- ألكسندرا وود على موقع ديسكوغز (الإنجليزية)